# Stegana magnifica
Stegana magnifica är en tvåvingeart som beskrevs av Friedrich Georg Hendel 1913. Stegana magnifica ingår i släktet Stegana och familjen daggflugor.
Artens utbredningsområde är Peru. Inga underarter finns listade i Catalogue of Life.